# Les Ollières-sur-Eyrieux
Les Ollières-sur-Eyrieux is een gemeente in het Franse departement Ardèche (regio Auvergne-Rhône-Alpes). De plaats maakt deel uit van het arrondissement Privas. Les Ollières-sur-Eyrieux telde op 1 januari 2022 1.020 inwoners.

## Geografie
De oppervlakte van Les Ollières-sur-Eyrieux 7,58 vierkante kilometer; de bevolkingsdichtheid is 133 inwoners per km² (per 1 januari 2019).

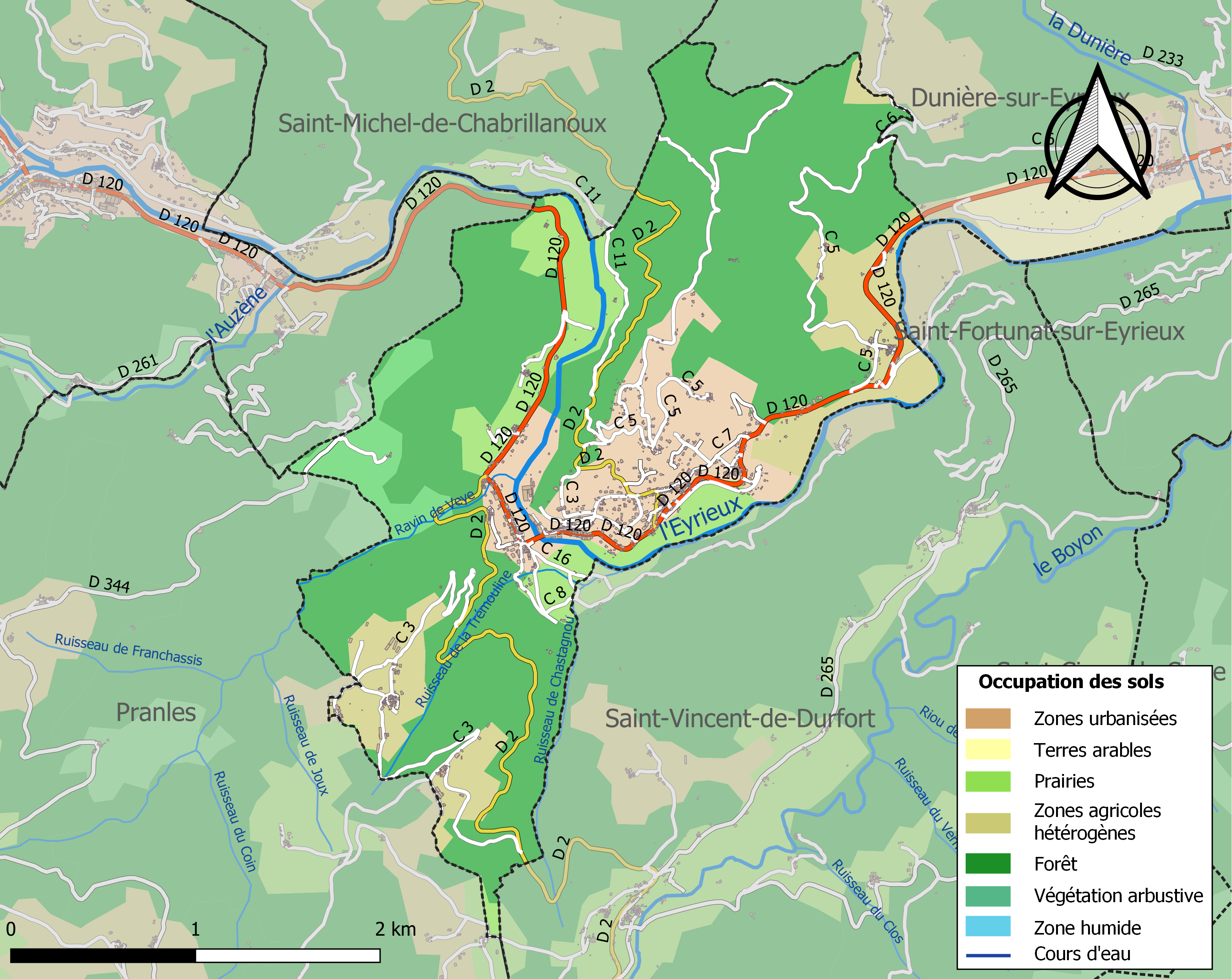
Kaart van de gemeente met belangrijkste infrastructuur, bodemgebruik en omliggende gemeenten

## Demografie
Onderstaande figuur toont het verloop van het inwonertal (bron: INSEE-tellingen).

Vanwege een beveiligingsprobleem met de MediaWiki Graph-software is het momenteel niet mogelijk deze grafiek weer te geven. Zodra de software is bijgewerkt zal de grafiek vanzelf weer zichtbaar worden.